# Tetrica bifasciata
Tetrica bifasciata är en insektsart som beskrevs av William Lucas Distant 1906. Tetrica bifasciata ingår i släktet Tetrica och familjen sköldstritar. Inga underarter finns listade i Catalogue of Life.